# Giorgio Guidelli
Giorgio Guidelli (Serravalle d'Asti, 14 marzo 1897 – 8 gennaio 1924) è stato un compositore di scacchi italiano.
Laureato in ingegneria, fu attratto fin da giovanissimo dai problemi in due mosse. Socio dell'associazione problemistica Good Companion, fondata da Alain C. White, nel 1917 vinse tutti i premi in palio per i concorsi del mese di gennaio, diventando campione del Good Companion Chess Club. Nello stesso anno vinse altri tre primi premi, iniziando una brillante carriera. Nei sette anni prima della sua morte prematura compose alcune centinaia di problemi, che ottennero un centinaio di premi, menzioni onorevoli e lodi.
Le sue posizioni erano tutte di stampo moderno e i suoi temi preferiti erano i controscacchi, i contrattacchi, le schiodature e le inchiodature. È considerato uno dei problemisti più geniali del primo quarto di secolo.

## Un problema di Giorgio Guidelli
|   | a | b | c | d | e | f | g | h |   |
| 8 | f7 alfiere del bianco · g7 torre del bianco · h7 pedone del nero · f6 alfiere del bianco · c5 cavallo del bianco · e5 donna del nero · f5 pedone del bianco · g5 cavallo del nero · b4 pedone del bianco · d4 re del nero · c3 pedone del nero · e3 cavallo del bianco · f3 pedone del nero · h3 pedone del nero · c2 pedone del nero · f2 donna del bianco · a1 torre del nero · d1 alfiere del nero · e1 re del bianco · g1 cavallo del nero · h1 torre del nero | f7 alfiere del bianco · g7 torre del bianco · h7 pedone del nero · f6 alfiere del bianco · c5 cavallo del bianco · e5 donna del nero · f5 pedone del bianco · g5 cavallo del nero · b4 pedone del bianco · d4 re del nero · c3 pedone del nero · e3 cavallo del bianco · f3 pedone del nero · h3 pedone del nero · c2 pedone del nero · f2 donna del bianco · a1 torre del nero · d1 alfiere del nero · e1 re del bianco · g1 cavallo del nero · h1 torre del nero | f7 alfiere del bianco · g7 torre del bianco · h7 pedone del nero · f6 alfiere del bianco · c5 cavallo del bianco · e5 donna del nero · f5 pedone del bianco · g5 cavallo del nero · b4 pedone del bianco · d4 re del nero · c3 pedone del nero · e3 cavallo del bianco · f3 pedone del nero · h3 pedone del nero · c2 pedone del nero · f2 donna del bianco · a1 torre del nero · d1 alfiere del nero · e1 re del bianco · g1 cavallo del nero · h1 torre del nero | f7 alfiere del bianco · g7 torre del bianco · h7 pedone del nero · f6 alfiere del bianco · c5 cavallo del bianco · e5 donna del nero · f5 pedone del bianco · g5 cavallo del nero · b4 pedone del bianco · d4 re del nero · c3 pedone del nero · e3 cavallo del bianco · f3 pedone del nero · h3 pedone del nero · c2 pedone del nero · f2 donna del bianco · a1 torre del nero · d1 alfiere del nero · e1 re del bianco · g1 cavallo del nero · h1 torre del nero | f7 alfiere del bianco · g7 torre del bianco · h7 pedone del nero · f6 alfiere del bianco · c5 cavallo del bianco · e5 donna del nero · f5 pedone del bianco · g5 cavallo del nero · b4 pedone del bianco · d4 re del nero · c3 pedone del nero · e3 cavallo del bianco · f3 pedone del nero · h3 pedone del nero · c2 pedone del nero · f2 donna del bianco · a1 torre del nero · d1 alfiere del nero · e1 re del bianco · g1 cavallo del nero · h1 torre del nero | f7 alfiere del bianco · g7 torre del bianco · h7 pedone del nero · f6 alfiere del bianco · c5 cavallo del bianco · e5 donna del nero · f5 pedone del bianco · g5 cavallo del nero · b4 pedone del bianco · d4 re del nero · c3 pedone del nero · e3 cavallo del bianco · f3 pedone del nero · h3 pedone del nero · c2 pedone del nero · f2 donna del bianco · a1 torre del nero · d1 alfiere del nero · e1 re del bianco · g1 cavallo del nero · h1 torre del nero | f7 alfiere del bianco · g7 torre del bianco · h7 pedone del nero · f6 alfiere del bianco · c5 cavallo del bianco · e5 donna del nero · f5 pedone del bianco · g5 cavallo del nero · b4 pedone del bianco · d4 re del nero · c3 pedone del nero · e3 cavallo del bianco · f3 pedone del nero · h3 pedone del nero · c2 pedone del nero · f2 donna del bianco · a1 torre del nero · d1 alfiere del nero · e1 re del bianco · g1 cavallo del nero · h1 torre del nero | f7 alfiere del bianco · g7 torre del bianco · h7 pedone del nero · f6 alfiere del bianco · c5 cavallo del bianco · e5 donna del nero · f5 pedone del bianco · g5 cavallo del nero · b4 pedone del bianco · d4 re del nero · c3 pedone del nero · e3 cavallo del bianco · f3 pedone del nero · h3 pedone del nero · c2 pedone del nero · f2 donna del bianco · a1 torre del nero · d1 alfiere del nero · e1 re del bianco · g1 cavallo del nero · h1 torre del nero | 8 |
| 7 | f7 alfiere del bianco · g7 torre del bianco · h7 pedone del nero · f6 alfiere del bianco · c5 cavallo del bianco · e5 donna del nero · f5 pedone del bianco · g5 cavallo del nero · b4 pedone del bianco · d4 re del nero · c3 pedone del nero · e3 cavallo del bianco · f3 pedone del nero · h3 pedone del nero · c2 pedone del nero · f2 donna del bianco · a1 torre del nero · d1 alfiere del nero · e1 re del bianco · g1 cavallo del nero · h1 torre del nero | f7 alfiere del bianco · g7 torre del bianco · h7 pedone del nero · f6 alfiere del bianco · c5 cavallo del bianco · e5 donna del nero · f5 pedone del bianco · g5 cavallo del nero · b4 pedone del bianco · d4 re del nero · c3 pedone del nero · e3 cavallo del bianco · f3 pedone del nero · h3 pedone del nero · c2 pedone del nero · f2 donna del bianco · a1 torre del nero · d1 alfiere del nero · e1 re del bianco · g1 cavallo del nero · h1 torre del nero | f7 alfiere del bianco · g7 torre del bianco · h7 pedone del nero · f6 alfiere del bianco · c5 cavallo del bianco · e5 donna del nero · f5 pedone del bianco · g5 cavallo del nero · b4 pedone del bianco · d4 re del nero · c3 pedone del nero · e3 cavallo del bianco · f3 pedone del nero · h3 pedone del nero · c2 pedone del nero · f2 donna del bianco · a1 torre del nero · d1 alfiere del nero · e1 re del bianco · g1 cavallo del nero · h1 torre del nero | f7 alfiere del bianco · g7 torre del bianco · h7 pedone del nero · f6 alfiere del bianco · c5 cavallo del bianco · e5 donna del nero · f5 pedone del bianco · g5 cavallo del nero · b4 pedone del bianco · d4 re del nero · c3 pedone del nero · e3 cavallo del bianco · f3 pedone del nero · h3 pedone del nero · c2 pedone del nero · f2 donna del bianco · a1 torre del nero · d1 alfiere del nero · e1 re del bianco · g1 cavallo del nero · h1 torre del nero | f7 alfiere del bianco · g7 torre del bianco · h7 pedone del nero · f6 alfiere del bianco · c5 cavallo del bianco · e5 donna del nero · f5 pedone del bianco · g5 cavallo del nero · b4 pedone del bianco · d4 re del nero · c3 pedone del nero · e3 cavallo del bianco · f3 pedone del nero · h3 pedone del nero · c2 pedone del nero · f2 donna del bianco · a1 torre del nero · d1 alfiere del nero · e1 re del bianco · g1 cavallo del nero · h1 torre del nero | f7 alfiere del bianco · g7 torre del bianco · h7 pedone del nero · f6 alfiere del bianco · c5 cavallo del bianco · e5 donna del nero · f5 pedone del bianco · g5 cavallo del nero · b4 pedone del bianco · d4 re del nero · c3 pedone del nero · e3 cavallo del bianco · f3 pedone del nero · h3 pedone del nero · c2 pedone del nero · f2 donna del bianco · a1 torre del nero · d1 alfiere del nero · e1 re del bianco · g1 cavallo del nero · h1 torre del nero | f7 alfiere del bianco · g7 torre del bianco · h7 pedone del nero · f6 alfiere del bianco · c5 cavallo del bianco · e5 donna del nero · f5 pedone del bianco · g5 cavallo del nero · b4 pedone del bianco · d4 re del nero · c3 pedone del nero · e3 cavallo del bianco · f3 pedone del nero · h3 pedone del nero · c2 pedone del nero · f2 donna del bianco · a1 torre del nero · d1 alfiere del nero · e1 re del bianco · g1 cavallo del nero · h1 torre del nero | f7 alfiere del bianco · g7 torre del bianco · h7 pedone del nero · f6 alfiere del bianco · c5 cavallo del bianco · e5 donna del nero · f5 pedone del bianco · g5 cavallo del nero · b4 pedone del bianco · d4 re del nero · c3 pedone del nero · e3 cavallo del bianco · f3 pedone del nero · h3 pedone del nero · c2 pedone del nero · f2 donna del bianco · a1 torre del nero · d1 alfiere del nero · e1 re del bianco · g1 cavallo del nero · h1 torre del nero | 7 |
| 6 | f7 alfiere del bianco · g7 torre del bianco · h7 pedone del nero · f6 alfiere del bianco · c5 cavallo del bianco · e5 donna del nero · f5 pedone del bianco · g5 cavallo del nero · b4 pedone del bianco · d4 re del nero · c3 pedone del nero · e3 cavallo del bianco · f3 pedone del nero · h3 pedone del nero · c2 pedone del nero · f2 donna del bianco · a1 torre del nero · d1 alfiere del nero · e1 re del bianco · g1 cavallo del nero · h1 torre del nero | f7 alfiere del bianco · g7 torre del bianco · h7 pedone del nero · f6 alfiere del bianco · c5 cavallo del bianco · e5 donna del nero · f5 pedone del bianco · g5 cavallo del nero · b4 pedone del bianco · d4 re del nero · c3 pedone del nero · e3 cavallo del bianco · f3 pedone del nero · h3 pedone del nero · c2 pedone del nero · f2 donna del bianco · a1 torre del nero · d1 alfiere del nero · e1 re del bianco · g1 cavallo del nero · h1 torre del nero | f7 alfiere del bianco · g7 torre del bianco · h7 pedone del nero · f6 alfiere del bianco · c5 cavallo del bianco · e5 donna del nero · f5 pedone del bianco · g5 cavallo del nero · b4 pedone del bianco · d4 re del nero · c3 pedone del nero · e3 cavallo del bianco · f3 pedone del nero · h3 pedone del nero · c2 pedone del nero · f2 donna del bianco · a1 torre del nero · d1 alfiere del nero · e1 re del bianco · g1 cavallo del nero · h1 torre del nero | f7 alfiere del bianco · g7 torre del bianco · h7 pedone del nero · f6 alfiere del bianco · c5 cavallo del bianco · e5 donna del nero · f5 pedone del bianco · g5 cavallo del nero · b4 pedone del bianco · d4 re del nero · c3 pedone del nero · e3 cavallo del bianco · f3 pedone del nero · h3 pedone del nero · c2 pedone del nero · f2 donna del bianco · a1 torre del nero · d1 alfiere del nero · e1 re del bianco · g1 cavallo del nero · h1 torre del nero | f7 alfiere del bianco · g7 torre del bianco · h7 pedone del nero · f6 alfiere del bianco · c5 cavallo del bianco · e5 donna del nero · f5 pedone del bianco · g5 cavallo del nero · b4 pedone del bianco · d4 re del nero · c3 pedone del nero · e3 cavallo del bianco · f3 pedone del nero · h3 pedone del nero · c2 pedone del nero · f2 donna del bianco · a1 torre del nero · d1 alfiere del nero · e1 re del bianco · g1 cavallo del nero · h1 torre del nero | f7 alfiere del bianco · g7 torre del bianco · h7 pedone del nero · f6 alfiere del bianco · c5 cavallo del bianco · e5 donna del nero · f5 pedone del bianco · g5 cavallo del nero · b4 pedone del bianco · d4 re del nero · c3 pedone del nero · e3 cavallo del bianco · f3 pedone del nero · h3 pedone del nero · c2 pedone del nero · f2 donna del bianco · a1 torre del nero · d1 alfiere del nero · e1 re del bianco · g1 cavallo del nero · h1 torre del nero | f7 alfiere del bianco · g7 torre del bianco · h7 pedone del nero · f6 alfiere del bianco · c5 cavallo del bianco · e5 donna del nero · f5 pedone del bianco · g5 cavallo del nero · b4 pedone del bianco · d4 re del nero · c3 pedone del nero · e3 cavallo del bianco · f3 pedone del nero · h3 pedone del nero · c2 pedone del nero · f2 donna del bianco · a1 torre del nero · d1 alfiere del nero · e1 re del bianco · g1 cavallo del nero · h1 torre del nero | f7 alfiere del bianco · g7 torre del bianco · h7 pedone del nero · f6 alfiere del bianco · c5 cavallo del bianco · e5 donna del nero · f5 pedone del bianco · g5 cavallo del nero · b4 pedone del bianco · d4 re del nero · c3 pedone del nero · e3 cavallo del bianco · f3 pedone del nero · h3 pedone del nero · c2 pedone del nero · f2 donna del bianco · a1 torre del nero · d1 alfiere del nero · e1 re del bianco · g1 cavallo del nero · h1 torre del nero | 6 |
| 5 | f7 alfiere del bianco · g7 torre del bianco · h7 pedone del nero · f6 alfiere del bianco · c5 cavallo del bianco · e5 donna del nero · f5 pedone del bianco · g5 cavallo del nero · b4 pedone del bianco · d4 re del nero · c3 pedone del nero · e3 cavallo del bianco · f3 pedone del nero · h3 pedone del nero · c2 pedone del nero · f2 donna del bianco · a1 torre del nero · d1 alfiere del nero · e1 re del bianco · g1 cavallo del nero · h1 torre del nero | f7 alfiere del bianco · g7 torre del bianco · h7 pedone del nero · f6 alfiere del bianco · c5 cavallo del bianco · e5 donna del nero · f5 pedone del bianco · g5 cavallo del nero · b4 pedone del bianco · d4 re del nero · c3 pedone del nero · e3 cavallo del bianco · f3 pedone del nero · h3 pedone del nero · c2 pedone del nero · f2 donna del bianco · a1 torre del nero · d1 alfiere del nero · e1 re del bianco · g1 cavallo del nero · h1 torre del nero | f7 alfiere del bianco · g7 torre del bianco · h7 pedone del nero · f6 alfiere del bianco · c5 cavallo del bianco · e5 donna del nero · f5 pedone del bianco · g5 cavallo del nero · b4 pedone del bianco · d4 re del nero · c3 pedone del nero · e3 cavallo del bianco · f3 pedone del nero · h3 pedone del nero · c2 pedone del nero · f2 donna del bianco · a1 torre del nero · d1 alfiere del nero · e1 re del bianco · g1 cavallo del nero · h1 torre del nero | f7 alfiere del bianco · g7 torre del bianco · h7 pedone del nero · f6 alfiere del bianco · c5 cavallo del bianco · e5 donna del nero · f5 pedone del bianco · g5 cavallo del nero · b4 pedone del bianco · d4 re del nero · c3 pedone del nero · e3 cavallo del bianco · f3 pedone del nero · h3 pedone del nero · c2 pedone del nero · f2 donna del bianco · a1 torre del nero · d1 alfiere del nero · e1 re del bianco · g1 cavallo del nero · h1 torre del nero | f7 alfiere del bianco · g7 torre del bianco · h7 pedone del nero · f6 alfiere del bianco · c5 cavallo del bianco · e5 donna del nero · f5 pedone del bianco · g5 cavallo del nero · b4 pedone del bianco · d4 re del nero · c3 pedone del nero · e3 cavallo del bianco · f3 pedone del nero · h3 pedone del nero · c2 pedone del nero · f2 donna del bianco · a1 torre del nero · d1 alfiere del nero · e1 re del bianco · g1 cavallo del nero · h1 torre del nero | f7 alfiere del bianco · g7 torre del bianco · h7 pedone del nero · f6 alfiere del bianco · c5 cavallo del bianco · e5 donna del nero · f5 pedone del bianco · g5 cavallo del nero · b4 pedone del bianco · d4 re del nero · c3 pedone del nero · e3 cavallo del bianco · f3 pedone del nero · h3 pedone del nero · c2 pedone del nero · f2 donna del bianco · a1 torre del nero · d1 alfiere del nero · e1 re del bianco · g1 cavallo del nero · h1 torre del nero | f7 alfiere del bianco · g7 torre del bianco · h7 pedone del nero · f6 alfiere del bianco · c5 cavallo del bianco · e5 donna del nero · f5 pedone del bianco · g5 cavallo del nero · b4 pedone del bianco · d4 re del nero · c3 pedone del nero · e3 cavallo del bianco · f3 pedone del nero · h3 pedone del nero · c2 pedone del nero · f2 donna del bianco · a1 torre del nero · d1 alfiere del nero · e1 re del bianco · g1 cavallo del nero · h1 torre del nero | f7 alfiere del bianco · g7 torre del bianco · h7 pedone del nero · f6 alfiere del bianco · c5 cavallo del bianco · e5 donna del nero · f5 pedone del bianco · g5 cavallo del nero · b4 pedone del bianco · d4 re del nero · c3 pedone del nero · e3 cavallo del bianco · f3 pedone del nero · h3 pedone del nero · c2 pedone del nero · f2 donna del bianco · a1 torre del nero · d1 alfiere del nero · e1 re del bianco · g1 cavallo del nero · h1 torre del nero | 5 |
| 4 | f7 alfiere del bianco · g7 torre del bianco · h7 pedone del nero · f6 alfiere del bianco · c5 cavallo del bianco · e5 donna del nero · f5 pedone del bianco · g5 cavallo del nero · b4 pedone del bianco · d4 re del nero · c3 pedone del nero · e3 cavallo del bianco · f3 pedone del nero · h3 pedone del nero · c2 pedone del nero · f2 donna del bianco · a1 torre del nero · d1 alfiere del nero · e1 re del bianco · g1 cavallo del nero · h1 torre del nero | f7 alfiere del bianco · g7 torre del bianco · h7 pedone del nero · f6 alfiere del bianco · c5 cavallo del bianco · e5 donna del nero · f5 pedone del bianco · g5 cavallo del nero · b4 pedone del bianco · d4 re del nero · c3 pedone del nero · e3 cavallo del bianco · f3 pedone del nero · h3 pedone del nero · c2 pedone del nero · f2 donna del bianco · a1 torre del nero · d1 alfiere del nero · e1 re del bianco · g1 cavallo del nero · h1 torre del nero | f7 alfiere del bianco · g7 torre del bianco · h7 pedone del nero · f6 alfiere del bianco · c5 cavallo del bianco · e5 donna del nero · f5 pedone del bianco · g5 cavallo del nero · b4 pedone del bianco · d4 re del nero · c3 pedone del nero · e3 cavallo del bianco · f3 pedone del nero · h3 pedone del nero · c2 pedone del nero · f2 donna del bianco · a1 torre del nero · d1 alfiere del nero · e1 re del bianco · g1 cavallo del nero · h1 torre del nero | f7 alfiere del bianco · g7 torre del bianco · h7 pedone del nero · f6 alfiere del bianco · c5 cavallo del bianco · e5 donna del nero · f5 pedone del bianco · g5 cavallo del nero · b4 pedone del bianco · d4 re del nero · c3 pedone del nero · e3 cavallo del bianco · f3 pedone del nero · h3 pedone del nero · c2 pedone del nero · f2 donna del bianco · a1 torre del nero · d1 alfiere del nero · e1 re del bianco · g1 cavallo del nero · h1 torre del nero | f7 alfiere del bianco · g7 torre del bianco · h7 pedone del nero · f6 alfiere del bianco · c5 cavallo del bianco · e5 donna del nero · f5 pedone del bianco · g5 cavallo del nero · b4 pedone del bianco · d4 re del nero · c3 pedone del nero · e3 cavallo del bianco · f3 pedone del nero · h3 pedone del nero · c2 pedone del nero · f2 donna del bianco · a1 torre del nero · d1 alfiere del nero · e1 re del bianco · g1 cavallo del nero · h1 torre del nero | f7 alfiere del bianco · g7 torre del bianco · h7 pedone del nero · f6 alfiere del bianco · c5 cavallo del bianco · e5 donna del nero · f5 pedone del bianco · g5 cavallo del nero · b4 pedone del bianco · d4 re del nero · c3 pedone del nero · e3 cavallo del bianco · f3 pedone del nero · h3 pedone del nero · c2 pedone del nero · f2 donna del bianco · a1 torre del nero · d1 alfiere del nero · e1 re del bianco · g1 cavallo del nero · h1 torre del nero | f7 alfiere del bianco · g7 torre del bianco · h7 pedone del nero · f6 alfiere del bianco · c5 cavallo del bianco · e5 donna del nero · f5 pedone del bianco · g5 cavallo del nero · b4 pedone del bianco · d4 re del nero · c3 pedone del nero · e3 cavallo del bianco · f3 pedone del nero · h3 pedone del nero · c2 pedone del nero · f2 donna del bianco · a1 torre del nero · d1 alfiere del nero · e1 re del bianco · g1 cavallo del nero · h1 torre del nero | f7 alfiere del bianco · g7 torre del bianco · h7 pedone del nero · f6 alfiere del bianco · c5 cavallo del bianco · e5 donna del nero · f5 pedone del bianco · g5 cavallo del nero · b4 pedone del bianco · d4 re del nero · c3 pedone del nero · e3 cavallo del bianco · f3 pedone del nero · h3 pedone del nero · c2 pedone del nero · f2 donna del bianco · a1 torre del nero · d1 alfiere del nero · e1 re del bianco · g1 cavallo del nero · h1 torre del nero | 4 |
| 3 | f7 alfiere del bianco · g7 torre del bianco · h7 pedone del nero · f6 alfiere del bianco · c5 cavallo del bianco · e5 donna del nero · f5 pedone del bianco · g5 cavallo del nero · b4 pedone del bianco · d4 re del nero · c3 pedone del nero · e3 cavallo del bianco · f3 pedone del nero · h3 pedone del nero · c2 pedone del nero · f2 donna del bianco · a1 torre del nero · d1 alfiere del nero · e1 re del bianco · g1 cavallo del nero · h1 torre del nero | f7 alfiere del bianco · g7 torre del bianco · h7 pedone del nero · f6 alfiere del bianco · c5 cavallo del bianco · e5 donna del nero · f5 pedone del bianco · g5 cavallo del nero · b4 pedone del bianco · d4 re del nero · c3 pedone del nero · e3 cavallo del bianco · f3 pedone del nero · h3 pedone del nero · c2 pedone del nero · f2 donna del bianco · a1 torre del nero · d1 alfiere del nero · e1 re del bianco · g1 cavallo del nero · h1 torre del nero | f7 alfiere del bianco · g7 torre del bianco · h7 pedone del nero · f6 alfiere del bianco · c5 cavallo del bianco · e5 donna del nero · f5 pedone del bianco · g5 cavallo del nero · b4 pedone del bianco · d4 re del nero · c3 pedone del nero · e3 cavallo del bianco · f3 pedone del nero · h3 pedone del nero · c2 pedone del nero · f2 donna del bianco · a1 torre del nero · d1 alfiere del nero · e1 re del bianco · g1 cavallo del nero · h1 torre del nero | f7 alfiere del bianco · g7 torre del bianco · h7 pedone del nero · f6 alfiere del bianco · c5 cavallo del bianco · e5 donna del nero · f5 pedone del bianco · g5 cavallo del nero · b4 pedone del bianco · d4 re del nero · c3 pedone del nero · e3 cavallo del bianco · f3 pedone del nero · h3 pedone del nero · c2 pedone del nero · f2 donna del bianco · a1 torre del nero · d1 alfiere del nero · e1 re del bianco · g1 cavallo del nero · h1 torre del nero | f7 alfiere del bianco · g7 torre del bianco · h7 pedone del nero · f6 alfiere del bianco · c5 cavallo del bianco · e5 donna del nero · f5 pedone del bianco · g5 cavallo del nero · b4 pedone del bianco · d4 re del nero · c3 pedone del nero · e3 cavallo del bianco · f3 pedone del nero · h3 pedone del nero · c2 pedone del nero · f2 donna del bianco · a1 torre del nero · d1 alfiere del nero · e1 re del bianco · g1 cavallo del nero · h1 torre del nero | f7 alfiere del bianco · g7 torre del bianco · h7 pedone del nero · f6 alfiere del bianco · c5 cavallo del bianco · e5 donna del nero · f5 pedone del bianco · g5 cavallo del nero · b4 pedone del bianco · d4 re del nero · c3 pedone del nero · e3 cavallo del bianco · f3 pedone del nero · h3 pedone del nero · c2 pedone del nero · f2 donna del bianco · a1 torre del nero · d1 alfiere del nero · e1 re del bianco · g1 cavallo del nero · h1 torre del nero | f7 alfiere del bianco · g7 torre del bianco · h7 pedone del nero · f6 alfiere del bianco · c5 cavallo del bianco · e5 donna del nero · f5 pedone del bianco · g5 cavallo del nero · b4 pedone del bianco · d4 re del nero · c3 pedone del nero · e3 cavallo del bianco · f3 pedone del nero · h3 pedone del nero · c2 pedone del nero · f2 donna del bianco · a1 torre del nero · d1 alfiere del nero · e1 re del bianco · g1 cavallo del nero · h1 torre del nero | f7 alfiere del bianco · g7 torre del bianco · h7 pedone del nero · f6 alfiere del bianco · c5 cavallo del bianco · e5 donna del nero · f5 pedone del bianco · g5 cavallo del nero · b4 pedone del bianco · d4 re del nero · c3 pedone del nero · e3 cavallo del bianco · f3 pedone del nero · h3 pedone del nero · c2 pedone del nero · f2 donna del bianco · a1 torre del nero · d1 alfiere del nero · e1 re del bianco · g1 cavallo del nero · h1 torre del nero | 3 |
| 2 | f7 alfiere del bianco · g7 torre del bianco · h7 pedone del nero · f6 alfiere del bianco · c5 cavallo del bianco · e5 donna del nero · f5 pedone del bianco · g5 cavallo del nero · b4 pedone del bianco · d4 re del nero · c3 pedone del nero · e3 cavallo del bianco · f3 pedone del nero · h3 pedone del nero · c2 pedone del nero · f2 donna del bianco · a1 torre del nero · d1 alfiere del nero · e1 re del bianco · g1 cavallo del nero · h1 torre del nero | f7 alfiere del bianco · g7 torre del bianco · h7 pedone del nero · f6 alfiere del bianco · c5 cavallo del bianco · e5 donna del nero · f5 pedone del bianco · g5 cavallo del nero · b4 pedone del bianco · d4 re del nero · c3 pedone del nero · e3 cavallo del bianco · f3 pedone del nero · h3 pedone del nero · c2 pedone del nero · f2 donna del bianco · a1 torre del nero · d1 alfiere del nero · e1 re del bianco · g1 cavallo del nero · h1 torre del nero | f7 alfiere del bianco · g7 torre del bianco · h7 pedone del nero · f6 alfiere del bianco · c5 cavallo del bianco · e5 donna del nero · f5 pedone del bianco · g5 cavallo del nero · b4 pedone del bianco · d4 re del nero · c3 pedone del nero · e3 cavallo del bianco · f3 pedone del nero · h3 pedone del nero · c2 pedone del nero · f2 donna del bianco · a1 torre del nero · d1 alfiere del nero · e1 re del bianco · g1 cavallo del nero · h1 torre del nero | f7 alfiere del bianco · g7 torre del bianco · h7 pedone del nero · f6 alfiere del bianco · c5 cavallo del bianco · e5 donna del nero · f5 pedone del bianco · g5 cavallo del nero · b4 pedone del bianco · d4 re del nero · c3 pedone del nero · e3 cavallo del bianco · f3 pedone del nero · h3 pedone del nero · c2 pedone del nero · f2 donna del bianco · a1 torre del nero · d1 alfiere del nero · e1 re del bianco · g1 cavallo del nero · h1 torre del nero | f7 alfiere del bianco · g7 torre del bianco · h7 pedone del nero · f6 alfiere del bianco · c5 cavallo del bianco · e5 donna del nero · f5 pedone del bianco · g5 cavallo del nero · b4 pedone del bianco · d4 re del nero · c3 pedone del nero · e3 cavallo del bianco · f3 pedone del nero · h3 pedone del nero · c2 pedone del nero · f2 donna del bianco · a1 torre del nero · d1 alfiere del nero · e1 re del bianco · g1 cavallo del nero · h1 torre del nero | f7 alfiere del bianco · g7 torre del bianco · h7 pedone del nero · f6 alfiere del bianco · c5 cavallo del bianco · e5 donna del nero · f5 pedone del bianco · g5 cavallo del nero · b4 pedone del bianco · d4 re del nero · c3 pedone del nero · e3 cavallo del bianco · f3 pedone del nero · h3 pedone del nero · c2 pedone del nero · f2 donna del bianco · a1 torre del nero · d1 alfiere del nero · e1 re del bianco · g1 cavallo del nero · h1 torre del nero | f7 alfiere del bianco · g7 torre del bianco · h7 pedone del nero · f6 alfiere del bianco · c5 cavallo del bianco · e5 donna del nero · f5 pedone del bianco · g5 cavallo del nero · b4 pedone del bianco · d4 re del nero · c3 pedone del nero · e3 cavallo del bianco · f3 pedone del nero · h3 pedone del nero · c2 pedone del nero · f2 donna del bianco · a1 torre del nero · d1 alfiere del nero · e1 re del bianco · g1 cavallo del nero · h1 torre del nero | f7 alfiere del bianco · g7 torre del bianco · h7 pedone del nero · f6 alfiere del bianco · c5 cavallo del bianco · e5 donna del nero · f5 pedone del bianco · g5 cavallo del nero · b4 pedone del bianco · d4 re del nero · c3 pedone del nero · e3 cavallo del bianco · f3 pedone del nero · h3 pedone del nero · c2 pedone del nero · f2 donna del bianco · a1 torre del nero · d1 alfiere del nero · e1 re del bianco · g1 cavallo del nero · h1 torre del nero | 2 |
| 1 | f7 alfiere del bianco · g7 torre del bianco · h7 pedone del nero · f6 alfiere del bianco · c5 cavallo del bianco · e5 donna del nero · f5 pedone del bianco · g5 cavallo del nero · b4 pedone del bianco · d4 re del nero · c3 pedone del nero · e3 cavallo del bianco · f3 pedone del nero · h3 pedone del nero · c2 pedone del nero · f2 donna del bianco · a1 torre del nero · d1 alfiere del nero · e1 re del bianco · g1 cavallo del nero · h1 torre del nero | f7 alfiere del bianco · g7 torre del bianco · h7 pedone del nero · f6 alfiere del bianco · c5 cavallo del bianco · e5 donna del nero · f5 pedone del bianco · g5 cavallo del nero · b4 pedone del bianco · d4 re del nero · c3 pedone del nero · e3 cavallo del bianco · f3 pedone del nero · h3 pedone del nero · c2 pedone del nero · f2 donna del bianco · a1 torre del nero · d1 alfiere del nero · e1 re del bianco · g1 cavallo del nero · h1 torre del nero | f7 alfiere del bianco · g7 torre del bianco · h7 pedone del nero · f6 alfiere del bianco · c5 cavallo del bianco · e5 donna del nero · f5 pedone del bianco · g5 cavallo del nero · b4 pedone del bianco · d4 re del nero · c3 pedone del nero · e3 cavallo del bianco · f3 pedone del nero · h3 pedone del nero · c2 pedone del nero · f2 donna del bianco · a1 torre del nero · d1 alfiere del nero · e1 re del bianco · g1 cavallo del nero · h1 torre del nero | f7 alfiere del bianco · g7 torre del bianco · h7 pedone del nero · f6 alfiere del bianco · c5 cavallo del bianco · e5 donna del nero · f5 pedone del bianco · g5 cavallo del nero · b4 pedone del bianco · d4 re del nero · c3 pedone del nero · e3 cavallo del bianco · f3 pedone del nero · h3 pedone del nero · c2 pedone del nero · f2 donna del bianco · a1 torre del nero · d1 alfiere del nero · e1 re del bianco · g1 cavallo del nero · h1 torre del nero | f7 alfiere del bianco · g7 torre del bianco · h7 pedone del nero · f6 alfiere del bianco · c5 cavallo del bianco · e5 donna del nero · f5 pedone del bianco · g5 cavallo del nero · b4 pedone del bianco · d4 re del nero · c3 pedone del nero · e3 cavallo del bianco · f3 pedone del nero · h3 pedone del nero · c2 pedone del nero · f2 donna del bianco · a1 torre del nero · d1 alfiere del nero · e1 re del bianco · g1 cavallo del nero · h1 torre del nero | f7 alfiere del bianco · g7 torre del bianco · h7 pedone del nero · f6 alfiere del bianco · c5 cavallo del bianco · e5 donna del nero · f5 pedone del bianco · g5 cavallo del nero · b4 pedone del bianco · d4 re del nero · c3 pedone del nero · e3 cavallo del bianco · f3 pedone del nero · h3 pedone del nero · c2 pedone del nero · f2 donna del bianco · a1 torre del nero · d1 alfiere del nero · e1 re del bianco · g1 cavallo del nero · h1 torre del nero | f7 alfiere del bianco · g7 torre del bianco · h7 pedone del nero · f6 alfiere del bianco · c5 cavallo del bianco · e5 donna del nero · f5 pedone del bianco · g5 cavallo del nero · b4 pedone del bianco · d4 re del nero · c3 pedone del nero · e3 cavallo del bianco · f3 pedone del nero · h3 pedone del nero · c2 pedone del nero · f2 donna del bianco · a1 torre del nero · d1 alfiere del nero · e1 re del bianco · g1 cavallo del nero · h1 torre del nero | f7 alfiere del bianco · g7 torre del bianco · h7 pedone del nero · f6 alfiere del bianco · c5 cavallo del bianco · e5 donna del nero · f5 pedone del bianco · g5 cavallo del nero · b4 pedone del bianco · d4 re del nero · c3 pedone del nero · e3 cavallo del bianco · f3 pedone del nero · h3 pedone del nero · c2 pedone del nero · f2 donna del bianco · a1 torre del nero · d1 alfiere del nero · e1 re del bianco · g1 cavallo del nero · h1 torre del nero | 1 |
|   | a | b | c | d | e | f | g | h |   |

Soluzione:
Chiave: 1. Aa2 !  (minaccia 2. Td7#)
1. ...Ce2+  2. Cf1#

1. ...Ae2+  2. Cd1#

1. ...Dxf6  2. Cg4#

1. ...Cf7  2. Tg4#